# El Aiune (província)
El Aiune, El Aium, El Aaiún ou Laâyoune (em árabe: العيون) é uma província Marroquina, situada no território disputado do Saara Ocidental. Administrativamente pertence a região de El Aiune-Saguia el Hamra, tendo como capital a cidade de El Aiune.  Possui uma superfície 9.936 km² e a sua população em 2014 era de 238.096 habitantes.
No norte da província encontra-se o Parque Nacional do Khenifiss.
Nota: O estatuto jurídico do território e a questão da soberania estão por resolver. A totalidade da província pertence ao Saara Ocidental, um território onde a legitimidade da administração marroquina não é reconhecida por muitos países nem pela Organização das Nações Unidas.

## História
Até à reforma administrativa marroquina de 2015, fez parte da antiga região de El Aiune–Bojador–Saguia el Hamra. Desde então integra a região de El Aiune-Saguia el Hamra.

## Demografia
A província de El Aiune concentra 65% da população da região.

### Crescimento demográfico
O crescimento demográfico da região ao longo dos anos é a seguinte:
|             | Censos de | Censos de | População de da província de El Aiune (1982 – 2007) | População de da província de El Aiune (1982 – 2007) | População de da província de El Aiune (1982 – 2007) | População de da província de El Aiune (1982 – 2007) |
| Ano         | 2024      | 2014      | 2007                                                | 2004                                                | 1994                                                | 1982                                                |
| ----------- | --------- | --------- | --------------------------------------------------- | --------------------------------------------------- | --------------------------------------------------- | --------------------------------------------------- |
| Habitantes  | 295 555   | 238 096   | 217 589                                             | 210 023                                             | 153 978                                             | 96 784                                              |
| Crescimento |           |           | + 3,6%                                              | + 36,4%                                             | + 59,1%                                             |                                                     |

### Dados demográficos e sociais
Em 2012 a população ativa da província era de 42,6%. A taxa de desemprego no mesmo ano era de 17,6%.

## Organização Administrativa
Administrativamente a província divide-se em 2 municípios, 1 círculo que por sua vez se dividem em 3 comunas.

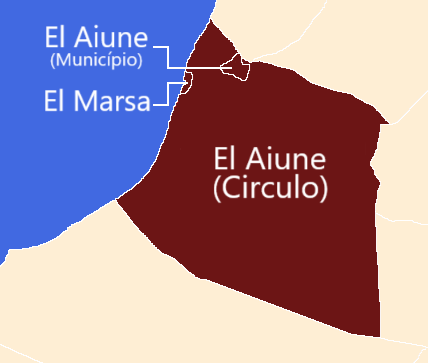
Os círculos e municípios da província.
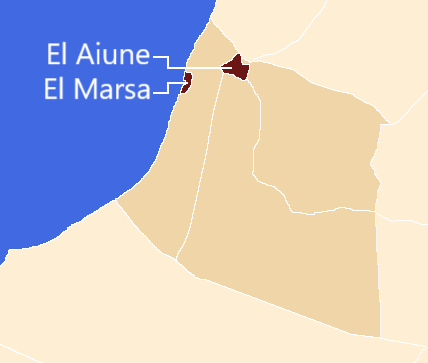
Os municípios da província.
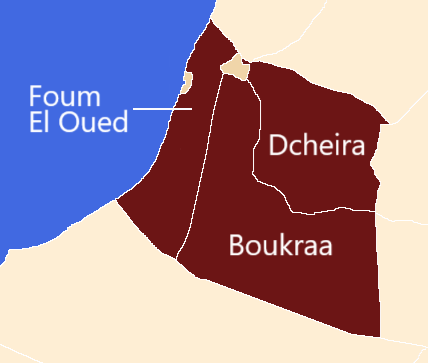
As comunas da província.

### Subdivisões administrativas
Nas áreas urbanas a província divide-se em municípios. Nas áreas rurais a província divide-se em comunas. As comunas contiguas constituem círculos.

#### Os municípios
As áreas urbanas da província constituem 2 municípios.
- El Aiune ou Laayoune, município com 217.732 habitantes em 2014.[4]
- El Marsa, município com 17.917 habitantes em 2014.[4]

#### Os círculos e as comunas
As áreas rurais da província constituem 3 comunas, agrupadas em 1 círculo.

##### Circulo de El Aiune
Circulo constituído por 3 comunas, tinha 2.447 habitantes em 2014.
- Boukraa, comuna com 558 habitantes em 2014.[4]
- Dcheira, comuna com 509 habitantes em 2014.[4]
- Foum El Oued, comuna com 1.380 habitantes em 2014.[4]

## Economia
A superfície útil agrícola da província está estimada em 7.653 ha, dos quais 102 ha constituem áreas irrigadas.  A pesca representa um setor muito importantes da economia provincial, estando assente em dois pilares: a abundancia de peixe, nas costas atlântica do Saara e a existência do porto de Laayoune Plage (El Marsa). Em termos da captura de peixe, o porto de Laayoune Plage é responsável por 98% do captura regional e 30% da captura Marroquina. O polo industrial de El Marsa esta focado na transformação dos produtos da pesca da região, nomeadamente conservas e congelamento de peixe (principalmente de sardinha), farinhas de peixe, produção de óleo, etc. A  jazida de Boukraâ é responsável por 26% da produção Marroquina de fosfato. Relativamente a areia, esta é recolhida em pedreiras perto do porto de El Aiune e enviada para as ilhas Canárias.

## Transportes
A província possui um aeroporto localizado em El Aiune. Em 2012 passaram por este aeroporto 101.617 passageiros, servindo destinos como Agadir, Casablanca, Dakhla, Gran Canaria e Rabat. Na cidade de El Marsa está localizado o porto de El Marsa. Este porto está localizado a 25 km de El Aiune, e continua a ser o único porto polivalente do região. Construído em 1987, assegura a maior parte do comércio da região. Este porto é responsável por 5% do tráfego de mercadorias (exportação de fosfato) e 30% do pescado de Marrocos.